# Namnå
Namnå är en tidigare tätort i Grue kommun i Innlandet fylke i östra Norge. Orten ligger vid riksväg 2 och Solørbanan, öster om älven Glomma.
Sedan 2018 räknas orten inte längre som en tätort.